# Gyangzê
| Tibetische Bezeichnung                                    |
| --------------------------------------------------------- |
| Tibetische Schrift: རྒྱལ་རྩེ་                                 |
| Wylie-Transliteration: rgyal rtse                         |
| Offizielle Transkription der VRCh: Gyangzê                |
| THDL-Transkription: Gyantsé                               |
| Andere Schreibweisen: Gyantse, Gyangtse, Gyaltse, Gyeltse |
| Chinesische Bezeichnung                                   |
| Traditionell: 江孜縣                                      |
| Vereinfacht: 江孜县                                       |
| Pinyin:Jiāngzī Xiàn                                       |

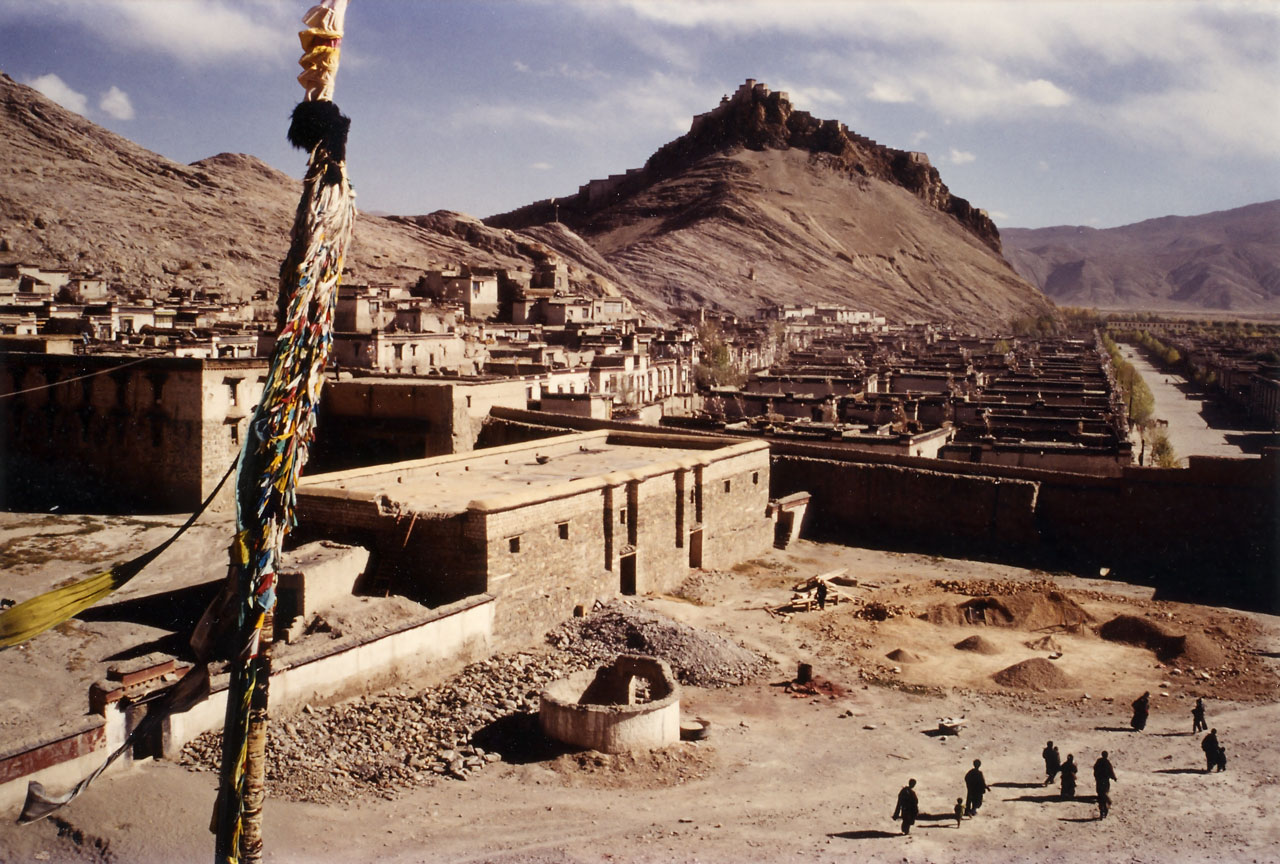
Die Altstadt von Gyangzê (1994)

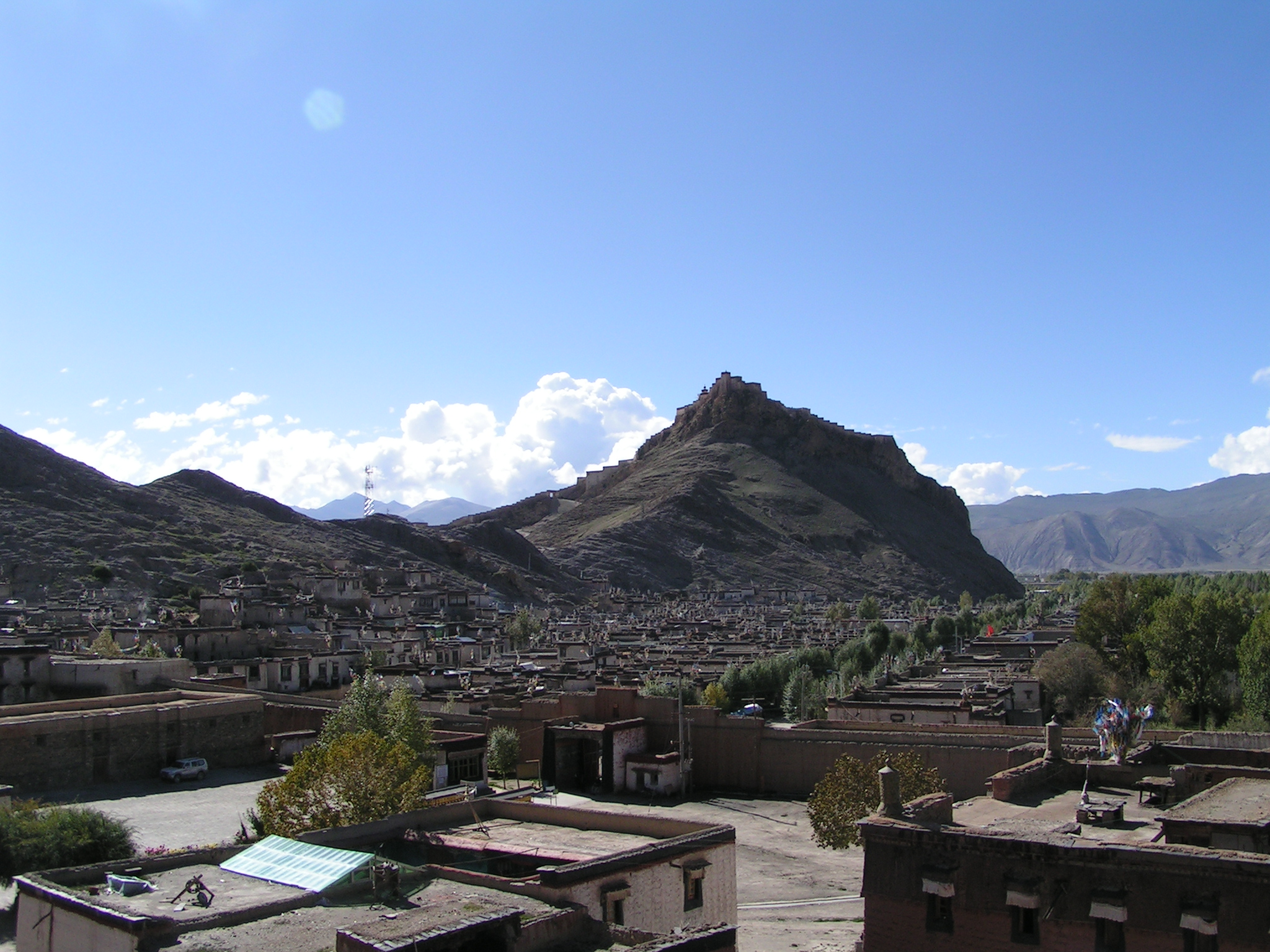
Die Altstadt von Gyangzê (2007)

Gyangzê (tibetisch རྒྱལ་རྩེ Wylie ་rgyal rtse; Gyantse) ist ein Kreis der bezirksfreien Stadt Xigazê im Autonomen Gebiet Tibet der Volksrepublik China. Er hat eine Fläche von 3.838 km² und rund 68.650 Einwohner (Stand: Zensus 2020).
Sein Verwaltungssitz, die Großgemeinde Gyangzê, ist der viertgrößte Ort Tibets nach Lhasa, Samzhubzê und Chengguan und liegt 3977 m über dem Meeresspiegel am Friendship Highway, der Kathmandu in Nepal mit Lhasa, der Hauptstadt von Tibet, verbindet.
Im Zentrum von Gyangzê lag ursprünglich eine Bergfestung, die auf das 9. Jahrhundert zurückgeht. Im 14. Jahrhundert wurde sie zum Kloster Pelkhor Chöde (tib.: dpal 'khor chos sde) umgebaut und erweitert. Das Kloster ist berühmt für seinen Kumbum (tib.: sku 'bum), dem größten Chörten (tib.: mchod rten) Tibets, der 1440 in Auftrag gegeben wurde. Dieses Bauwerk hat vier Stockwerke mit 108 Kapellen und über 10.000 Wandbildern. Das Kloster Pelkhor Chöde beherbergt Mönche von drei Schulen des tibetischen Buddhismus: Sakya, Bodong und Gelug.
Im Jahr 1904 wurde auf halber Höhe des Festungsberges eine Plattform für Kanonen errichtet, um das Eindringen britischer Truppen abzuwehren.

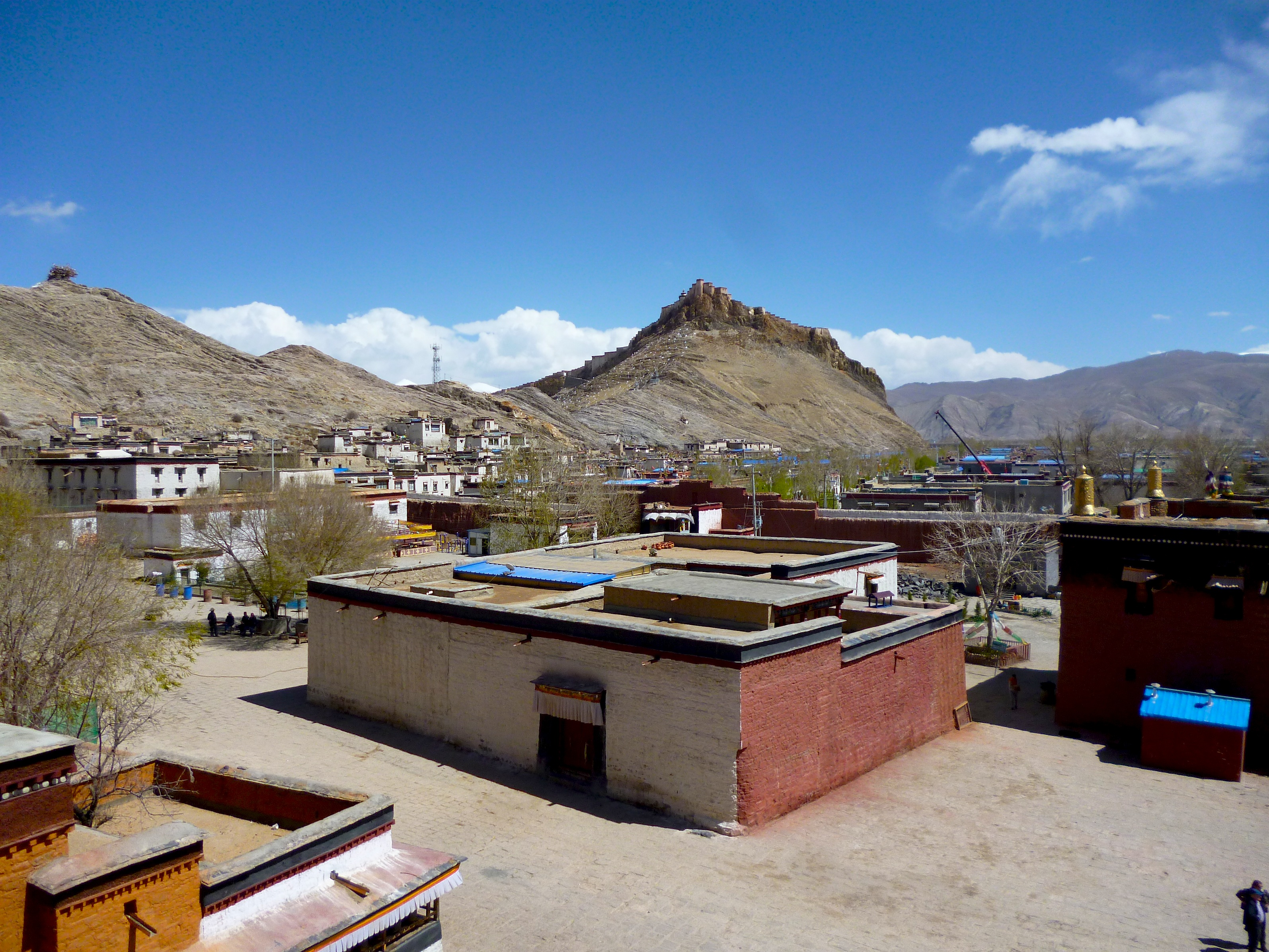
Blick über die Altstadt von Gyangze zur wieder aufgebauten Festung Gyangze Dzong

Im Kreis Gyangzê werden vor allem Hochlandgerste, Erbsen, Hirse und Gemüse angebaut. Er ist eine der wichtigsten Ackerbau-Regionen Tibets. Teppiche aus Gyangzê sind in ganz Tibet berühmt.

## Administrative Gliederung des Kreises Gyangzê

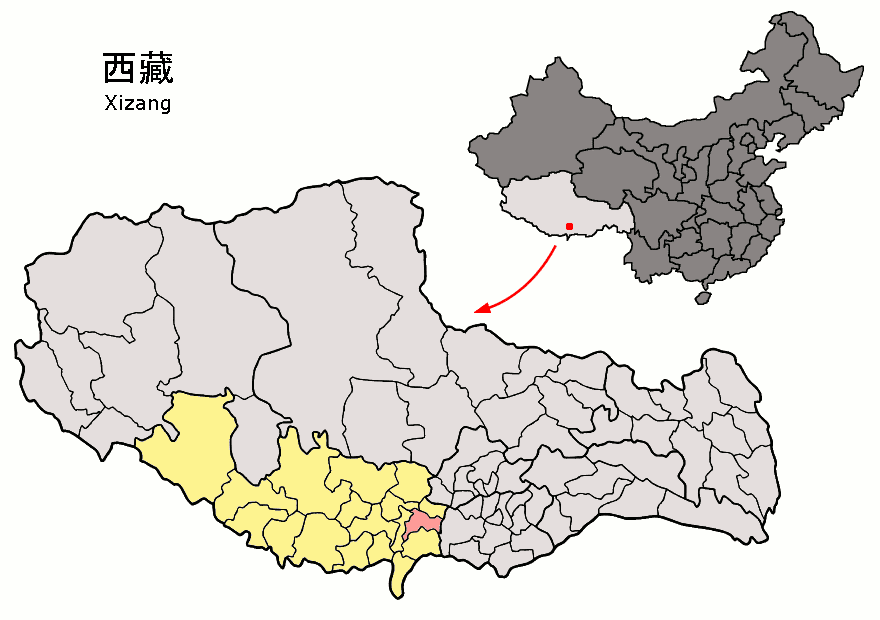
Gyangzê im Verwaltungsgebiet der Stadt Xigazê in Tibet

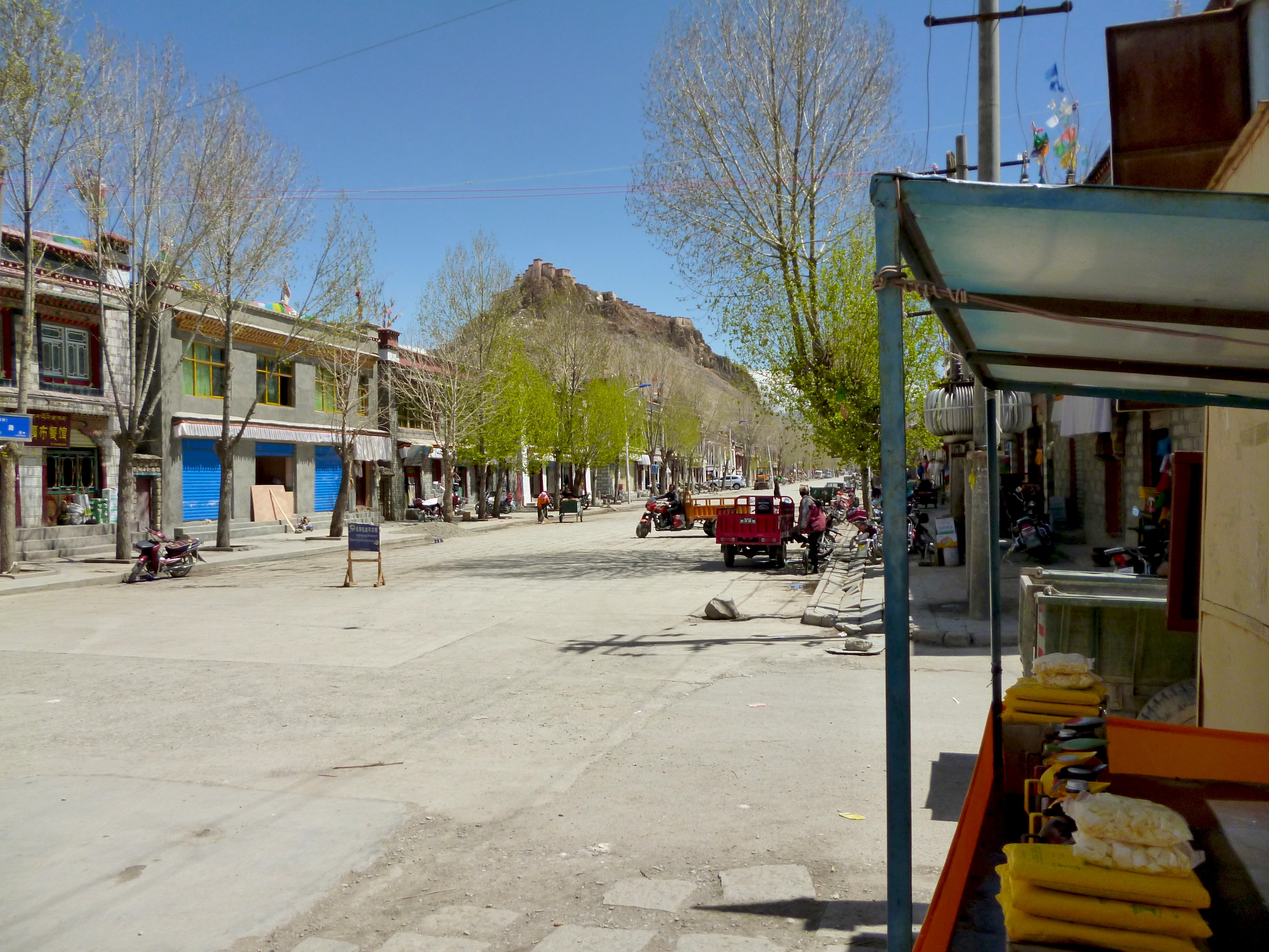
Altstadt von Gyangze mit Blick zur Festung

| Name                 | Tibetisch (Wylie) | Chinesisch |
| -------------------- | ----------------- | ---------- |
| Gemeinde Thraring    | khra ring         | 车仁乡     |
| Gemeinde Tagtse      | stag rtse         | 达孜乡     |
| Großgemeinde Gyangzê | rgyal rtse        | 江孜镇     |
| Gemeinde Kyilkhar    | dkyil mkhar       | 金嘎乡     |
| Gemeinde Caggye      | lcags sgye        | 加克西乡   |
| Gemeinde Cangra      | lcang ra          | 江热乡     |
| Gemeinde Khangtsho   | gangs mtsho       | 康卓乡     |
| Gemeinde Khartö      | mkhar stod        | 卡堆乡     |
| Gemeinde Kharme      | mkhar smad        | 卡麦乡     |
| Gemeinde Lungmar     | lung dmar         | 龙马乡     |
| Gemeinde Naröl       | na rol            | 纳如乡     |
| Gemeinde Nyangtö     | myang stod        | 年堆乡     |
| Gemeinde Ralung      | ra lung           | 热龙乡     |
| Gemeinde Rasog       | ra sog            | 热索乡     |
| Gemeinde Rinang      | ri nang           | 日朗乡     |
| Gemeinde Rishing     | ri zhing          | 日星乡     |
| Gemeinde Tsangkha    | gtsang kha        | 藏改乡     |
| Gemeinde Tsechen     | rtse chen         | 紫金乡     |
| Gemeinde Drongtse    | 'brong rtse       | 重孜乡     |

## Ethnische Gliederung der Bevölkerung Gyangzês (2000)
Beim Zensus im Jahr 2000 wurden in Gyangzê 61.431 Einwohner gezählt.
| Name des Volkes | Einwohner | Anteil  |
| --------------- | --------- | ------- |
| Tibeter         | 60.523    | 98,52 % |
| Han             | 752       | 1,22 %  |
| Hui             | 88        | 0,14 %  |
| Uiguren         | 19        | 0,03 %  |
| Mongolen        | 17        | 0,03 %  |
| Dongxiang       | 10        | 0,02 %  |
| Sonstige        | 22        | 0,04 %  |